# Rambler Classic
Der Rambler Classic war ein Mittelklasse-Pkw, der von der American Motors Corporation (AMC) von 1961 bis 1966 gebaut und vertrieben wurde. Der Classic ersetzte die Modelle Rambler Six und Rambler Rebel V8 Ende des Jahres 1960.
Solange der Classic produziert wurde, war er der meistverkaufte Wagen des unabhängigen Autoherstellers.

## 1961–1962
Der Rambler Classic sorgte dafür, dass AMC Anfang der 1960er-Jahre seine Verkaufszahlen erhöhen und mehr Profit erwirtschaften konnte. 1961 stand Rambler an dritter Stelle der US-amerikanischen Automobilmarken. Die umfangreiche Rambler-Modellpalette wurde 1961 in „Classic“ umbenannt, um eine stärkere Modellidentifikation zu schaffen. Den Classic gab es sowohl mit Reihensechszylindermotor als auch mit V8-Motor. Versionen mit 3,2 Liter–OHV-Motor mit Aluminiumblock wurden auf Wunsch in den DeLuxe- und Super-Modellen angeboten. Die Rambler hatten Zweikreisbremssysteme, ein Sicherheitsdetail, das nur für wenige Autos in dieser Zeit angeboten wurde.
Bemerkenswert waren die Überseeaktvitäten von AMC, die 1961 begannen und u. a. die Montage von CKD-Bausätzen bei Renault Industrie Belgique (RIB) in Belgien, bei Industrias Kaiser Argentina (IKA) in Argentinien und bei Australian Motor Industries (AMI) in Australien einschlossen. Die europäischen Versionen wurden im Badge-Engineering unter dem doppelten Markennamen Rambler-Renault montiert und vertrieben.

## 1963–1964
1963 wurde die Modellreihe komplett überarbeitet und hatte nun feinere Karosserieformen. Dies waren die ersten AMC-Modelle, die von Richard A. Teague, den neuen Chefdesigner, beeinflusst wurden. Es waren auch die ersten komplett neuen Autos die AMC seit 1956 entwickelte. Entsprechend der Firmenphilosophie waren sie kompakter (je 25 mm kürzer und schmäler und 56 mm niedriger) als ihre Vorgänger, hatten aber einen gleich großen Innenraum und Kofferraum. Die „großen“ Autos von AMC, der Ambassador und der Classic, teilten sich die Bodengruppe und die meisten Karosserieteile; nur die Zierleisten und die Serienausstattung unterschied beide Modelle.
Die neuen AMC-Pkw boten interessante technische Lösungen, darunter gebogene Seitenfenster, womit sie zu den ersten preisgünstigen Fahrzeugen mit diesem Detail gehörten. Ein anderer technischer Durchbruch war die Kombination bisher separat gefertigter Blechteile zu einem Monocoque mit einer einzigen Stanzung. Ein Beispiel hierfür war der Türrahmen, der mit einem einzigen Stempel gefertigt wurde. Dies ersetzte nicht nur 52 Teile und senkte Gewicht und Fertigungskosten, sondern erhöhte auch noch die Stabilität der Konstruktion und verbesserte die Passgenauigkeit der Türen.
AMCs innovative Engineeringlösungen veranlassten die Zeitschrift Motor Trend, dem Classic und dem baugleichen Ambassador den prestigeträchtigen Car of the Year-Preis 1963 zu verleihen.

### Typhoon

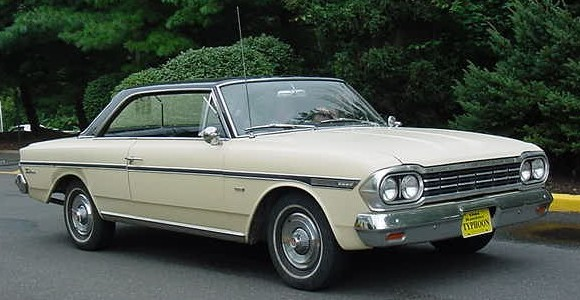
Rambler Typhoon Hardtop-Coupé (1964)

Ab der Jahresmitte 1964 gab es ein spezielles Modell mit dem Namen Typhoon, das die zweitürige Coupékarosserie des Classic hatte. Mit diesem Modell wurde der vollkommen neue AMC-Reihensechszylindermotor  mit 232 cu.in. (3,8 Litern) Hubraum eingeführt. Die Produktionszahl dieses Modells war auf 2.500 beschränkt. Die Fahrzeuge gab es nur mit sonnengelber Lackierung und schwarzen Dach. Der Wagen hatte zur Unterscheidung auch einen „Typhoon“-Schriftzug anstelle der üblichen „Classic“-Bezeichnung und einen besonderen Kühlergrill mit schwarzem Netz. Alle anderen Sonderausstattungen – mit Ausnahme anderer Motoren und Farben – waren für den Typhoon erhältlich.

## 1965–1966
Die 1965er-Modelle erhielten auf der 1963 eingeführten Plattform ein großes Facelift. Der Rambler Classic war nun kürzer und unterschied sich deutlicher vom Modell Ambassador, obwohl er sich mit diesem die wesentlichen Karosseriestrukturen von der A-Säule nach hinten teilte. Zum ersten Mal gab es auch ein Cabriolet mit der Ausstattungslinie 770. Die 1965er-Classic-Modelle gelten als einfühlsam und spektakulär auf Grund ihres neuen Stylings, ihrer leistungsfähigen Motoren und ihres erhöhten Komforts und Sportlichkeit. Dies stand im Gegensatz zur vorherigen Image eines „nur wirtschaftlichen“ Autos.
1966 tauchte der Name „Rebel“ für ein besonders gut ausgestattetes zweitüriges Hardtop-Coupé des Classic mit korrigierter Dachlinie wieder auf. Dort gab es zum ersten Mal ein handgeschaltetes Vierganggetriebe und einen auf dem Armaturenbrett montierten Tachometer.
Der Name Rambler Rebel ersetzte den Namen Classic bei der gesamten großen AMC-Baureihe 1967, und 1968 wurde der Rebel in AMC Rebel umbenannt, da American Motors mit dem Rückzug der Marke Rambler begann.